# Sère-Rustaing
Sère-Rustaing è un comune francese di 134 abitanti situato nel dipartimento degli Alti Pirenei nella regione dell'Occitania.

## Società

### Evoluzione demografica
Abitanti censiti